# Пон-де-Вель
Пон-де-Вель (фр. Pont-de-Veyle) — коммуна во Франции, находится в регионе Рона — Альпы. Департамент — Эн. Административный центр кантона Пон-де-Вель. Округ коммуны — Бурк-ан-Брес.
Код INSEE коммуны — 01306.

## География
Коммуна расположена приблизительно в 350 км к юго-востоку от Парижа, в 60 км севернее Лиона, в 27 км к западу от Бурк-ан-Бреса.
По территории коммуны протекают реки Вель и Петит-Вель (фр. Petite Veyle).

## Климат
Климат полуконтинентальный с холодной зимой и тёплым летом. Дожди бывают нечасто, в основном летом.

## Население
Население коммуны на 2010 год составляло 1593 человека.
| 1962 | 1968 | 1975 | 1982 | 1990 | 1999 | 2010 |
| ---- | ---- | ---- | ---- | ---- | ---- | ---- |
| 1037 | 1144 | 1177 | 1253 | 1421 | 1485 | 1593 |

## Администрация
| Период | Период | Фамилия        | Партия | Примечания |
| ------ | ------ | -------------- | ------ | ---------- |
| 1945   | 1959   | Жоанни Фёй     |        |            |
| 1959   | 1977   | Фредерик Перно |        |            |
| 1977   | 1995   | Пьер Гатрон    |        |            |
| 1995   | 2020   | Жан-Поль Муто  |        |            |

## Экономика
В 2010 году среди 1013 человек трудоспособного возраста (15—64 лет) 783 были экономически активными, 230 — неактивными (показатель активности — 77,3 %, в 1999 году было 80,7 %). Из 783 активных жителей работали 718 человек (400 мужчин и 318 женщин), безработных было 65 (27 мужчин и 38 женщин). Среди 230 неактивных 67 человек были учениками или студентами, 89 — пенсионерами, 74 были неактивными по другим причинам.

## Достопримечательности
- Церковь Нотр-Дам (XVIII век). Исторический памятник с 2008 года[4].
- Замок Пон-де-Вель (XVIII век). Исторический памятник с 1972 года[5].
- «Дом губернатора Савойского» (XVI век). Исторический памятник с 1938 года[6].
- Дом Дагалье (XVII век). Исторический памятник с 1972 года[7].

## Города-побратимы
- Штраубенхардт (Германия, с 2000)

## Фотогалерея
- Башня с часами
- Дом
- Замок Пон-де-Вель
- Вокзал
- Мост
- Мост